# Salvador Cayetano Carpio
Pour les articles homonymes, voir Carpio.
Salvador Cayetano Carpio (né à Santa Tecla (Salvador) le 6 août 1918 - mort à Managua (Nicaragua) le 12 avril 1983) est une personnalité politique et dirigeant syndical du Salvador. Leader du parti communiste du Salvador dans les années 1960, il quitta cette organisation pour fonder les Forces Populaires de libération "Farabundo Martí" (FPL) et le Front Farabundo Martí de libération nationale (FMLN) en 1970.